# Dacquoise (pâtisserie)
Pour les articles homonymes, voir Dacquoise.
La dacquoise est un gâteau originaire du Sud-Ouest de la France (les Dacquois étant les habitants de Dax), constitué de deux ou trois disques de pâte meringuée aux amandes (mélangées éventuellement avec des noisettes, de la noix de coco, des pistaches), séparés par des couches de crème au beurre diversement parfumée, et poudré de sucre glace.
Le fond à dacquoise est une variante du succès, à mi-chemin entre la meringue et la pâte à macaron.
On associe souvent les fonds de dacquoise à des crèmes, des mousses, des ganaches ou des bavarois pour leur donner un certain croquant.